# 世界跳躍日
世界跳躍日是一個發生在世界協調時2006年7月20日11時39分13秒的一個活動。在這個時間，這個活動計劃讓西半球的6億人同時一起跳。他們宣稱這可以移動地球現有的軌道，並解決溫室效應的問題。
這個計劃是完全不科學的，由於不可能用地球本身的重量（包括地球總人口的重量）來永久改變地球的軌道，除非這個力量能到達逃逸速度（見牛頓運動第三定律）。
就算不去考慮已知的物理學定律，其差異也是微不足道的：因為地球總人口的重量遠小於能造成任何地球軌道的重大改變的重量；事實上，由於地球軌道是橢圓的，因此地球與太陽的距離（約1億5000萬公里）本來就有約500萬公里的變動。

## 外部連結
- 世界跳躍日